# Karin Möbes
Karin Möbes, née le 19 février 1968 à Ulrichen dans le Canton d'Obwald, est une coureuse cycliste suisse, spécialiste du contre-la-montre. Elle est également triathlète dans une pratique dérivé, le triathlon d'hiver, où elle remporte le championnat d'Europe en 1998 et les championnats du monde en 1998 et en l'an 2000.

## Biographie
À 18 ans, elle s'illustre en course en montagne en remportant le titre de championne suisse de course en montagne, qu'elle défend avec succès l'année suivante. Elle se classe septième au Trophée mondial de course en montagne 1986 à Morbegno et remporte la médaille d'or par équipes avec Gaby Schütz et Helen Eschler.

## Palmarès

### Cyclisme sur route
- 1996
  - Tour de Berne féminin
  - Prologue du Tour du Trentin international féminin
- 1998
  -  Championne de Suisse du contre-la-montre

### Triathlon et duathlon
Le tableau présente les résultats les plus significatifs (podium) obtenus sur le circuit international de triathlon d'hiver et de duathlon depuis 1992.
| Année | Compétition                                               | Pays    | Position           | Temps           |
| ----- | --------------------------------------------------------- | ------- | ------------------ | --------------- |
| 2003  | Coupe du monde triathlon d'hiver - l'étape de Panticosa   | Espagne | Médaille d'argent  | 1 h 21 min 35 s |
| 2003  | Coupe du monde triathlon d'hiver - l'étape de La Partacua | Espagne | Médaille de bronze | 1 h 30 min 51 s |
| 2001  | Championnats du monde de triathlon d'hiver                | Suisse  | Médaille d'argent  | 1 h 43 min 55 s |
| 2000  | Championnats du monde de triathlon d'hiver                | Espagne | Médaille d'or      | 2 h 42 min 39 s |
| 2000  | Finale de Coupe du Monde de triathlon d'hiver             |         | Médaille d'or      |                 |
| 1999  | Championnats du monde de triathlon d'hiver                | Italie  | Médaille d'argent  | 2 h 3 min 33 s  |
| 1999  | Championnats d'Europe de triathlon d'hiver                | Italie  | Médaille de bronze | 2 h 12 min 2 s  |
| 1999  | Red Bull Snowman                                          | Suisse  | Médaille d'or      | Timing          |
| 1998  | Championnats du monde de triathlon d'hiver                | France  | Médaille d'or      | 2 h 8 min 9 s   |
| 1998  | Championnats d'Europe de triathlon d'hiver                | Italie  | Médaille d'or      | 2 h 6 min 38 s  |
| 1997  | Championnats du monde de triathlon d'hiver                | Italie  | Médaille d'argent  | 2 h 2 min 41 s  |
| 1996  | Duathlon Swiss                                            | Suisse  | Médaille d'or      | Timing          |
| 1996  | Irchel Duathlon                                           | Suisse  | Médaille d'or      | Timing          |
| 1992  | Duathlon Swiss                                            | Suisse  | Médaille d'or      | Timing          |